# Mama Béa Tekielski
Mama Béa Tekielski, pseudonimo di Béatrice Tékielski (Avignone, 23 agosto 1948), è una cantautrice francese.
Nasce ad Avignone da Mafalda Fiacco, una fioraia italiana, e da Karol Tékielski, un violinista polacco che se ne andrà due anni dopo. Il suo nome d'arte Mama Béa è in parte dedicato alle sue origini italiane.

## Biografia
La sua giovinezza è influenzata da Anne Sylvestre, Georges Brassens, Jacques Brel, Barbara, Colette Magny e Léo Ferré. Ama le canzoni che propongono anche testi di un certo livello, quelle di Léo Ferré le apprezzerà al punto di reinterpretarne dodici nell'album Du côté de chez Léo. Riprende anche De la Main gauche di Danielle Messia. Ha fatto la voce di Édith Piaf nel film Édith et Marcel di Claude Lelouch.
A vent'anni inizia la carriera di cantautrice e nel 1971 esce il suo primo album: Je cherche un pays. Comincia ad ascoltare anche Janis Joplin, Jimi Hendrix, Leonard Cohen e Bob Dylan.
Nel 1978 esce l'album Ballade pour un bébé robot, ottiene il premio per il miglior disco straniero in Italia, il premio dell'accademia Charles Cros e il premio dell'Association des Disquaires de France.

## Discografia

### Album
- 1971: Je cherche un pays
- 1976: La Folle
- 1977: Faudrait rallumer la lumière dans ce foutu compartiment
- 1978: Pour un bébé robot
- 1979: Le Chaos
- 1979: Visages
- 1980: Pas peur de vous
- 1981: Aux Alentours d'après minuit
- 1982: Où vont les stars?
- 1983: Edith et Marcel (Extraits de la Bande originale du film)
- 1984: Survivants
- 1986: La Différence
- 1988: Violemment la tendresse
- 1991: No Woman's Land
- 1994: Ma Compilation
- 1995: Du Côté de chez Léo
- 1998: Indienne

### Raccolte
- 1979: Paroles & musique N°5
- 1994: Ma compilation [2 CD]

### Singoli
- 1983: Avant toi [Soundtrack "Édith & Marcel"]
- 1984: Survivants / Mes chansons d'amour

### Live
- 1987: Théâtre de la Ville - Paris
- 1989: Mama Béa en concert (DVD)

## Filmografia
- Édith et Marcel di Claude Lelouch, la voce di Édith Piaf